# Šipovo (Zubin Potok)
Pour l’article homonyme, voir Šipovo.
Šipovo en serbe latin et Shipovë en albanais (en serbe cyrillique : Шипово) est une localité du Kosovo située dans la commune/municipalité de Zubin Potok/Zubin Potok, district de Mitrovicë/Kosovska Mitrovica. Selon des estimations de 2009 comptabilisées pour le recensement kosovar de 2011, elle compte 2 habitants, serbes.

## Démographie

### Évolution historique de la population dans la localité
| 1948 | 1953 | 1961 | 1971 | 1981 | 1991 | 2009 |
| ---- | ---- | ---- | ---- | ---- | ---- | ---- |
| 82   | 105  | 91   | 67   | 36   | 15   | 2    |

|  |